# Нептуний
| 93        | Нептуний |
| Np(237)   |          |
| 5f46d17s2 |          |

Непту́ний (химический символ — Np, от лат. Neptunium) — химический элемент 3-й группы (по устаревшей классификации — побочной подгруппы третьей группы, IIIB) седьмого периода периодической системы химических элементов Д. И. Менделеева, с атомным номером 93. Относится к семейству актиноидов. Один из изотопов (нептуний-237) является родоначальником вымершего радиоактивного ряда нептуния. Нептуний является первым трансурановым элементом.
Простое вещество нептуний — радиоактивный очень тяжёлый металл серебристо-белого цвета.

## История
До принятия теории расщепления атомного ядра, которая обосновала существование синтезированного позднее реального такого элемента, трижды были сделаны оказавшиеся ошибочными объявления о независимых открытиях элемента 93: «аусоний» (Ausonium) в Италии (Энрико Ферми), «богемий» (Bohemium) в Чехословакии в 1934 и «секваний» (Sequanium) в Румынии, Х. Хулубей в 1939 году.
Нептуний впервые был получен искусственно Э. М. Макмилланом и Ф. Х. Абельсоном в 1940 году при бомбардировке ядра урана нейтронами в циклотроне в Беркли. Первый полученный искусственно трансурановый элемент. Получил название в честь планеты Нептун — последней от Солнца.
Реакция синтеза: 238U(n,γ)239U(β−)239Np. Название нептуния образовано от названия восьмой в Солнечной системе планеты Нептун. Это название было ранее использовано немецко-российским химиком И. Р. Германом (Hans Rudolph Hermann), который в 1877 году утверждал, что открыл новый химический элемент в минерале танталит; в действительности он принял за новый элемент смесь ниобия и тантала.

## Нахождение в природе
Нептуний обнаруживается в следовых количествах в урановых рудах.
Основная масса нептуния, присутствующего в окружающей среде, возникла в результате атмосферных ядерных взрывов, произведённых начиная с первого в мире испытания ядерного оружия в 1945 году до их запрета согласно Московскому договору 1963 года. Количество нептуния, выброшенного в окружающую среду в результате этих взрывов, оценивается в 2500 кг. Ввиду небольшого периода полураспада большинства изотопов, количество выброшенного нептуния уменьшилось к настоящему времени на несколько порядков.
Природные источники нептуния никакого практического значения не имеют. В настоящее время нептуний извлекается из продуктов длительного облучения урана в ядерных реакторах как побочный продукт при извлечении плутония.

## Физические свойства
Полная электронная конфигурация атома нептуния: 1s22s22p63s23p64s23d104p65s24d105p66s24f145d106p65f46d17s2.
Элементарный нептуний — ковкий, сравнительно мягкий металл с серебристым блеском. Это один из самых тяжёлых металлов: по плотности уступает лишь осмию, иридию, платине и рению.
Металлический нептуний имеет три полиморфные модификации: α-форма с орторомбической кристаллической решёткой (устойчива ниже 280 °C), β-форма с тетрагональной решёткой (стабильна при 280—576 °C) и модификация с кубической гранецентрированной решёткой (при выше 576 °C).

### Изотопы
Нептуний не имеет стабильных изотопов, на Земле он встречается лишь в следовых количествах.
Радиоактивные свойства некоторых изотопов нептуния:
| Массовое число | Период полураспада | Тип распада                         |
| -------------- | ------------------ | ----------------------------------- |
| 231            | 50 минут           | α                                   |
| 232            | 13 минут           | электронный захват                  |
| 233            | 35 минут           | α (1 %), электронный захват (99 %)  |
| 234            | 4,4 дня            | α (1 %), электронный захват (99 %)  |
| 235            | 410 дней           | β+ (1 %), электронный захват (99 %) |
| 236            | 5000 лет           | α                                   |
| 237            | 2,20⋅106 лет       | α                                   |
| 238            | 2,1 дня            | β−                                  |
| 239            | 2,33 дня           | β−                                  |
| 240            | 7,3 минут          | β−                                  |
| 241            | 16 минут           | β−                                  |

## Химические свойства
С сухим воздухом взаимодействует медленно, покрываясь тонкой оксидной плёнкой. При высокой температуре на воздухе он быстро окисляется до NpO2. Пирофорен в мелкодисперсном состоянии.
Является химически активным металлом: растворяется в соляной кислоте, образует оксиды, гидриды, галогениды, при нагревании реагирует с азотом, кремнием, фосфором, другими неметаллами. Образует сплавы с ураном, плутонием и другими металлами. В соединениях имеет степени окисления от +3 до +7. В растворах нептуний образует ионы Np3+, Np4+, NpO2+, NpO22+ и NpO53−.
Ионы нептуния склонны к гидролизу, диспропорционированию и комплексообразованию. Окрашивают водные растворы в фиолетово-голубой (Np3+), жёлто-зелёный (Np4+), голубовато-зелёный (NpO2+), розовый (NpO22+) и зелёный или коричневый цвета (NpO23+, соответственно в щелочной или кислой среде).
Интересной особенностью катионов нептуноила NpO22+ является их способность притягиваться друг к другу за счет катион-катионных взаимодействий.

## Получение
Нептуний образуется как побочный продукт в любом реакторе, работающем на уране-235. Основной реакцией в них является деление ядер урана-235 нейтронами, однако часть ядер урана-235 захватывает нейтрон без деления, превращаясь в изотоп уран-236. Он в дальнейшем тоже может захватить нейтрон, образуя короткоживущий бета-радиоактивный уран-237, который с периодом 6,7 суток распадается в нептуний-237. Отработанное ядерное топливо типичного водо-водяного реактора содержит примерно 0,5 кг нептуния-237 на тонну.
Другой изотоп, нептуний-239, образуется при захвате нейтрона ураном-238. Сначала при этом образуется изотоп уран-239, который с периодом 23 минуты распадается в нептуний-239. Нептуний-239 имеет период полураспада 2,3 суток, он распадается в плутоний-239.
Нептуний получают восстановлением фторида нептуния(IV) парами бария при 1600 К:
{\displaystyle {\mathsf {NpF_{4}+2Ba\ {\xrightarrow {\ }}\ Np+2BaF_{2}}}}
В год в мире производится несколько сот кг нептуния.

## Применение
Изотоп нептуний-237 используется при получении плутония-238. Нептуний-239 образуется в ядерных реакторах в результате распада урана-239 и в свою очередь распадается с образованием плутония-239. В дальнейшем продукты реакции используются в ядерных реакциях.

## Физиологическое действие
При радиоактивном распаде нептуний испускает высокоэнергетические α-частицы и β-частицы со средней энергией. Физиологическое действие нептуния зависит от его валентного состояния и путей попадания в организм. 60—80 % нептуния откладывается в костях, а радиобиологический период полувыведения нептуния из организма составляет 200 лет. Это приводит к серьёзному радиационному поражению костной ткани. Радиотоксичность нептуния ниже, чем у плутония, ввиду меньшей удельной активности.
Предельно допустимые количества изотопов нептуния в организме: 237Np — 0,06 мккюри (100 мкг), 238Np, 239Np — 25 мккюри (1 нг). Для 237Np ПДК в воздухе рабочих помещений 2,6⋅10−3 Бк/м³.